# Medgyessy Ferenc

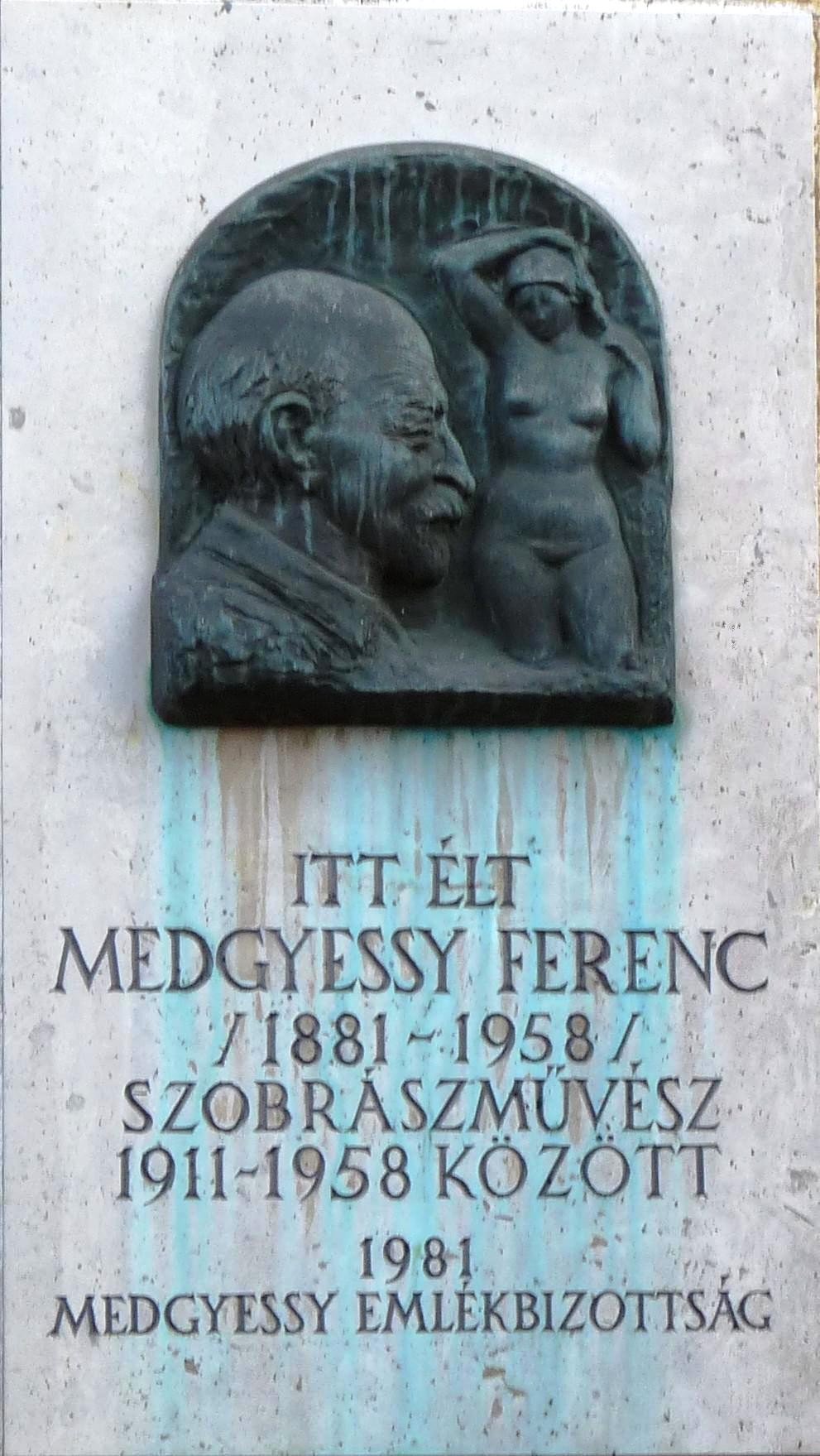
Emléktáblája a Százados úti művésztelep egyik műteremlakásán

Medgyessy Ferenc (Debrecen, 1881. január 10. – Budapest, 1958. július 20.) kétszeres Kossuth-díjas (1948, 1957) szobrászművész, kiváló művész. A 20. századi magyar szobrászat egyik kiemelkedő egyénisége.

## Élete
Orvosi diplomát szerzett, majd 1903–1907 között Párizsban előbb festő-, majd szobrásztanulmányokat folytatott. 1912-ben a Táncolók című domborművével megnyerte a Művészház díját. 1914-től 1918-ig katonaorvos volt. Évtizedeken át, haláláig a budapesti Százados úti művésztelepen élt és alkotott.
1923-ban mintázta a Táncoló lány című kompozícióját. Az 1920-as években a Széchenyi gyógyfürdő Korsós lánya, a debreceni Kis lovas, 1930-ban a debreceni Déri Múzeum négy allegorikus bronzszobra készült, amelyekre az 1937-es párizsi világkiállítás Grand-Prix díját kapta.
Az 1940-es évektől stílusa klasszikussá érlelődött. A Szüreti menet című dombormű, a győri Szt. István király szobor, a debreceni Petőfi-szobor ismertté tették. Életműve egyetlen célt szolgált: megteremteni a sajátos magyar szobrászatot. Ez a vállalkozása sikerült. Művei az antik művészet tapasztalatai alapján megmutatják, hogyan épülhet be nemzeti jelleg a művészetbe. Szobrai mindig a mesterség alappillérein nyugszanak. Természetesség és nagy plasztikai erő jelenik meg minden darabján, és mivel kőszobrait mindig maga faragta, nem bízta kivitelezőkre – ami a 20. században általánossá vált –, kéznyoma műveit nemcsak eredetien egyedivé, hanem szívmelengetően vonzóvá is teszik. Sokat foglalkozott a ló és lovas ábrázolásával, erre nagyszerű példákat adva. A Magvető (1935) szobra és Jelky András (1936), a világjáró magyaré, összecseng. Mintha a Baján fölállított szabólegény vállalkozó és útnak induló lendületében a magvető ember mozdulata ismétlődne, ahogy Medgyessy életművében is a szobrászat sok kor által csiszolt plasztikai törvények magját elvetette és megérlelte a haza földjében.
Azon ritka szobrászok egyike, akiknek kisplasztikáikban éppen úgy, mint monumentális alkotásaikban lélek és érzelem, melegség, finomság és érzékenység lakozik, ezért egyedi s utánozhatatlan. Nem elgondolkodtat, hanem megragad, magába vonzza a tekintetet.
Termékeny művész volt, számos kisplasztikát, köztéri szobrot, épületszobrot alkotott. Műveit magán- és közgyűjtemények őrzik, köztük a Magyar Nemzeti Galéria, a debreceni Déri Múzeum, a székesfehérvári Deák Gyűjtemény, a pécsi Janus Pannonius Múzeum, a hódmezővásárhelyi Tornyai János Múzeum Alföldi Galériája, a győri Rómer Flóris Művészeti és Történeti Múzeum és mások.

## Köztéri művei
- Lengyel Béla síremléke (haraszti kő, 1917, Farkasréti temető, jelenleg újrafaragva, eredetije a Magyar Nemzeti Galériában)
- Móricz Zsigmondné síremléke (haraszti kő, 1926, Kerepesi temető)
- Művészet, Tudomány, Régészet, Néprajz (bronzszobrok, 1930, Debrecen, Déri tér)
- Debreceni diákok hősi emlékműve (bronz relief, 1933, a Debreceni Református Kollégium falán)
- Követ emelő
- Térdeplő nő
- Nő gyönggyel
- Férfi gyümölcskosárral (kolozsvári homokkő reliefek, 1933, Debrecen, egykori Nemzeti Bank)
- Borosnyai-síremlék (haraszti kő, 1935, Farkasréti temető)
- Hősi emlékművek: 1935: Baja, Tök,  Sárospatak
- Jelky András (bronz, 1936, Baja)
- Borvendég Ferenc síremléke (haraszti kő, 1937, Kerepesi temető)
- Török–magyar csata (haraszti kő emlékkút, 1938, Székesfehérvár)
- Budai Ézsaiás, Lugossy József, Hatvani István, Balogh Ferenc (bronzportré reliefek, 1938, Debrecen, Református Kollégium)
- Szent István lovas szobor (bronz, 1940, Győr, Várkert; Esztergom, Várhegy)
- Szüreti menet (haraszti kő dombormű, 1940, Pénzintézeti Központ, Szabadság tér 5–6.)
- Medveczkyné síremléke (haraszti kövek, 1941, Farkasréti temető)
- Szt. Gellért-kút (kő dombormű, 1942, Gellérthegy)
- Lyka Károlyné síremléke (haraszti kő, 1943, Kerepesi temető)
- Henszelmann Aladár evangélikus jogakadémiai professzor és felesége Tirscher Edit síremléke a Miskolci (Mindszenti) Evangélikus Temetőben (ruksicai márvány,1943)
- Haját csavaró (Debreceni Vénusz) (bronz, 1946, Budapest, Gellérthegy)
- Debreceni Vénusz (bronz, 1946, Debrecen, Déri tér)
- Petőfi Sándor (bronz, 1948, Debrecen)
- Radnai Béláné síremléke (ruskicai márvány, 1949 v. 1959, Budapest, Farkasréti temető)
- Hídépítés (sóskúti kő relief, 1950, Budapest, Váci út 67.)
- Csokonai-pantheon (bronz, 1953 - felállítva 1970, Debrecen, Köztemető, Juhász Géza sírján)
- Táncoló nő (bronz, 1954, Budapest - többször áthelyezve, 1981, Debrecen, Déri tér, 1982, Madách tér, 1984: Székesfehérvár)
- Debreceni Vénusz (bronz, 1954, Gellérthegy; 1981, Debrecen)
- Szoptató anya (haraszti kő, 1954, Budapest, Gellérthegy)
- Napozó nő (haraszti kő, 1955, Budapest; 1982, Debrecen)
- Ülő leányka (Pihenő) (ruskicai márvány, 1956, Debrecen, Gyermekklinika)
- Móricz-emlékmű (haraszti kő, 1957, Debrecen)
- Herman Ottó (haraszti kő, 1957, Miskolc)
- Medvés kút (haraszti kő, 1956; Budapest 1986, Debrecen)
- Arany János (bronz mellszobor, 1957, Debrecen)

## Társasági tagságai
- Művészek Majolika és Agyagipari Telepe (Hódmezővásárhely)
- Ady Társaság (Debrecen)
- KÚT (Képzőművészek Új Társasága)

## Díjak, elismerések
- Kossuth-díj (1948, 1957)
- Kiváló művész (1955)

## Emlékezete
- Sassy Attila (1880–1967) festette meg 1910-ben Medgyessy Ferenc szecessziós ihletettségű portréját.[9]
- 1966 Medgyessy Ferenc mellszobrát (fehér márvány, Makrisz Agamemnon alkotása) elhelyezték Budapesten, a margitszigeti Művészsétányon.
- 1976-ban róla nevezték el a békásmegyeri Medgyessy Ferenc Általános Iskolát, mai nevén Medgyessy Ferenc Német Nemzetiségi Nyelvoktató Általános Iskolát.
- 1982-ben nyitották meg tiszteletére szülővárosában, Debrecenben a Medgyessy Ferenc Emlékmúzeumot.

## Galéria

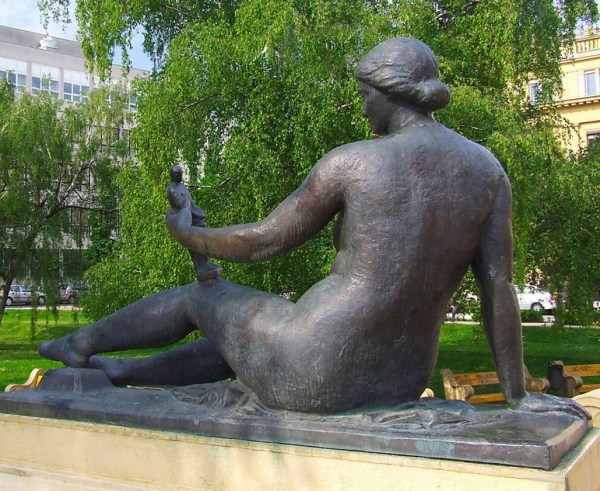
A Művészet szimbóluma a debreceni Déri Múzeum előtt (1930)
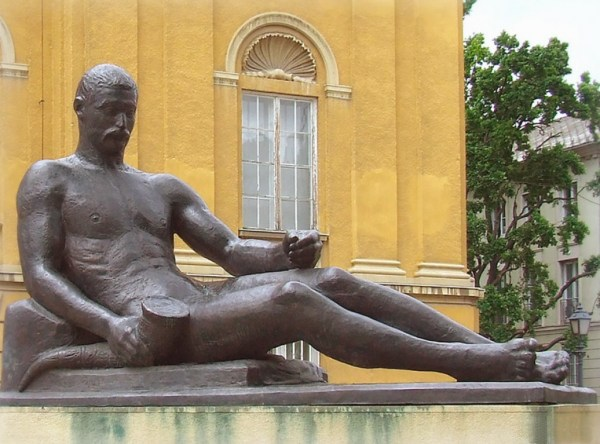
A Néprajz szimbóluma a debreceni Déri Múzeum előtt (1930)
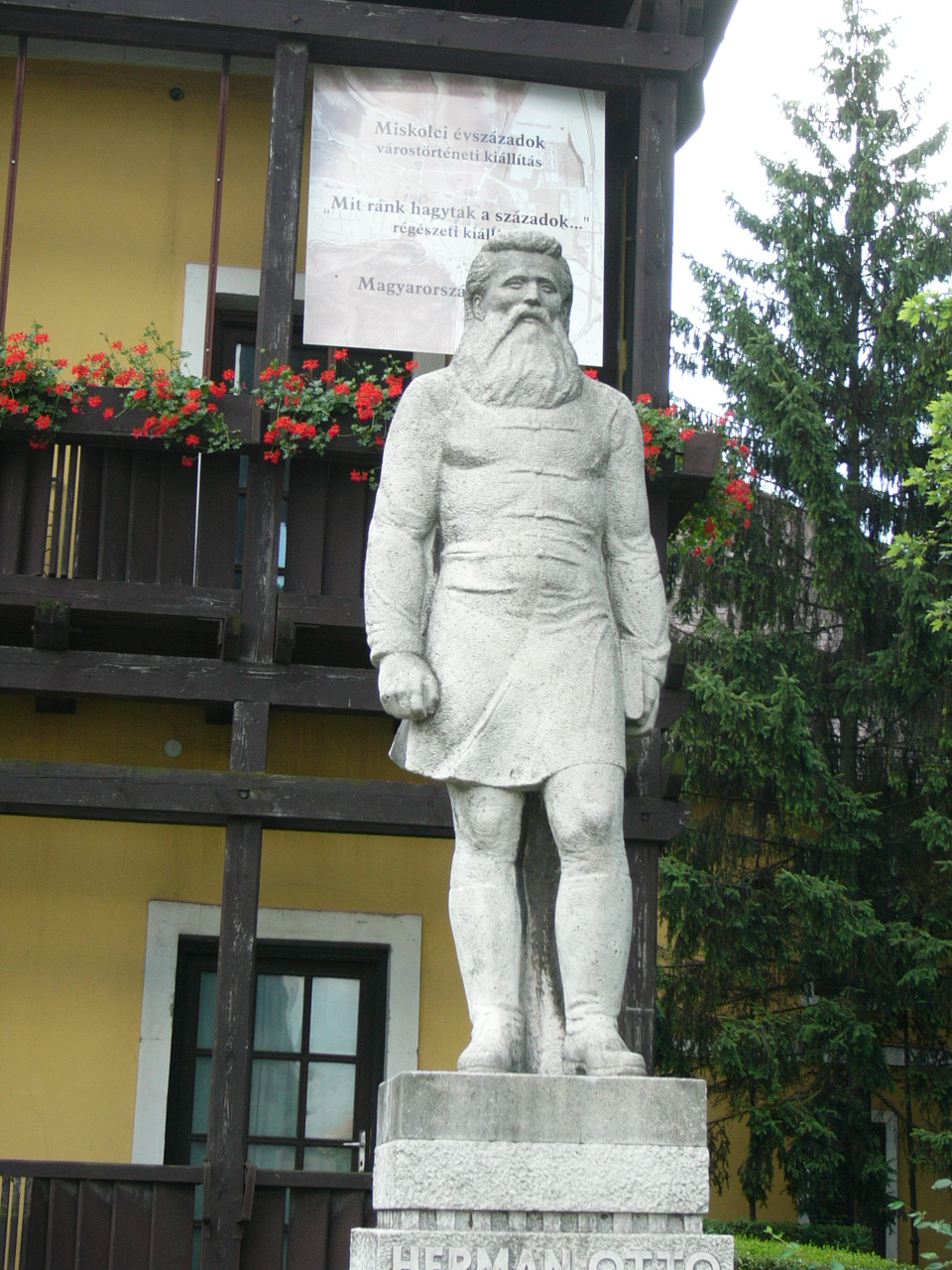
Herman Ottó szobra Miskolcon a Herman Ottó Múzeum előtt
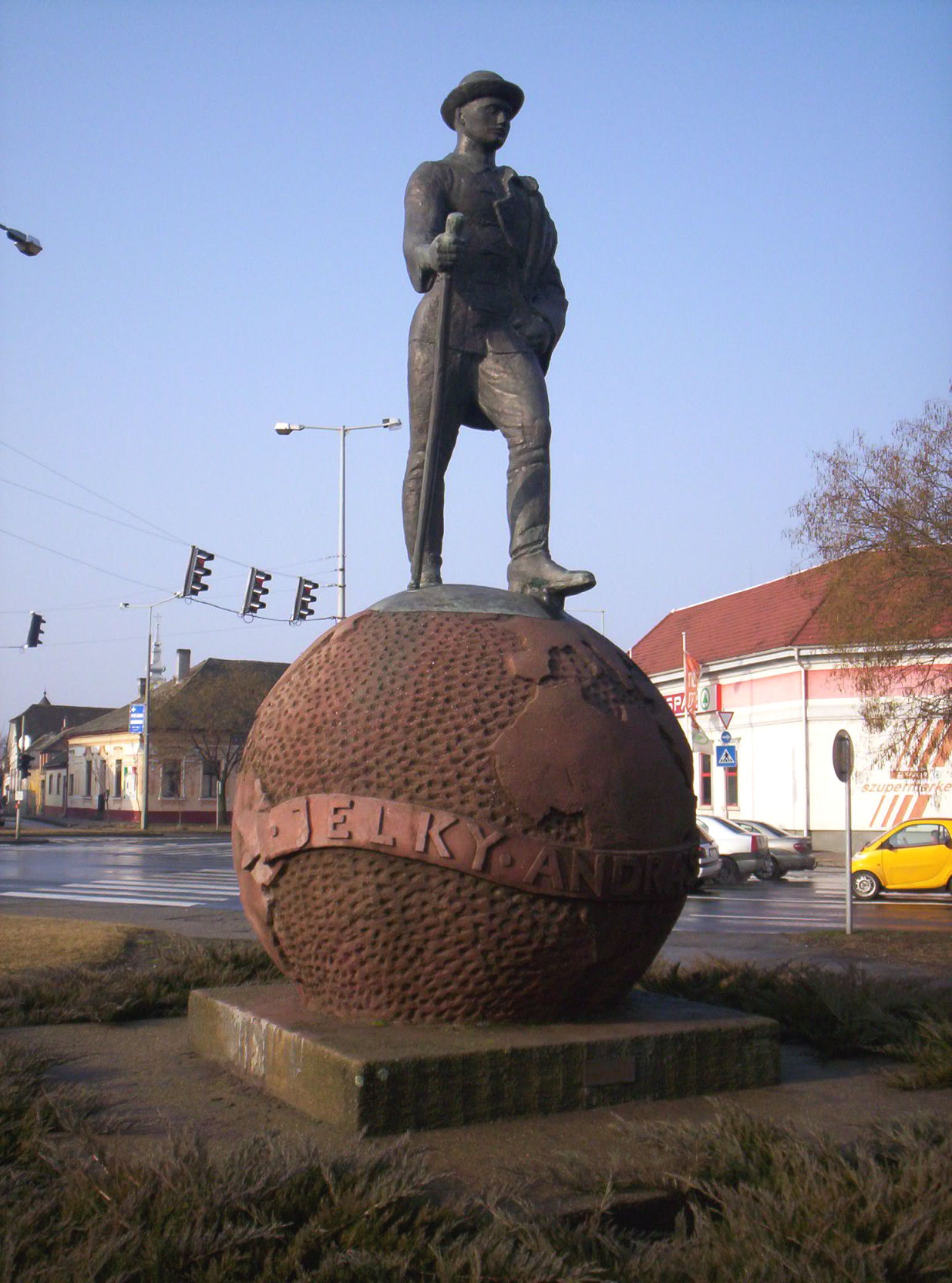
Jelky András szobra Baján (1936)
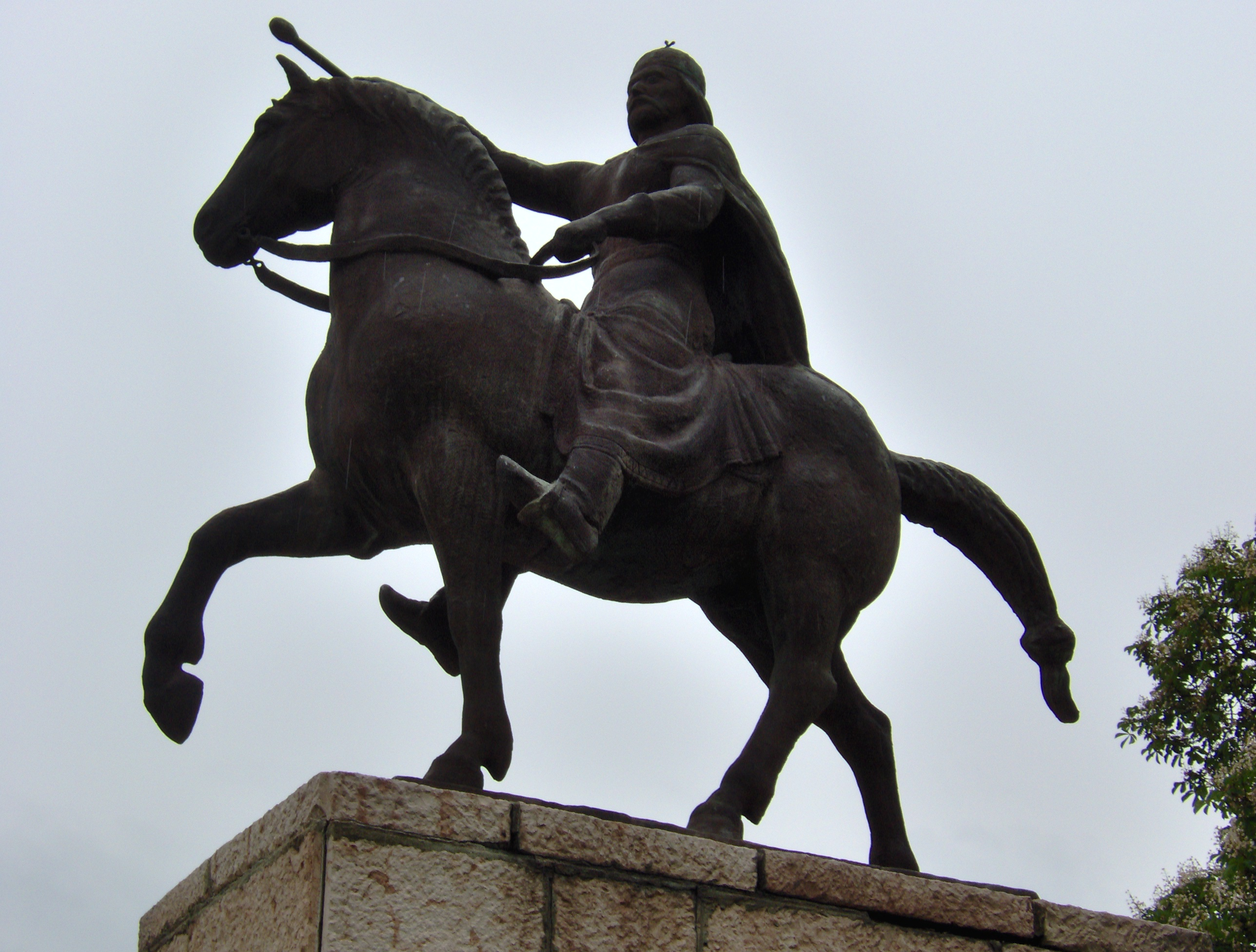
Szent István lovasszobra Győrött
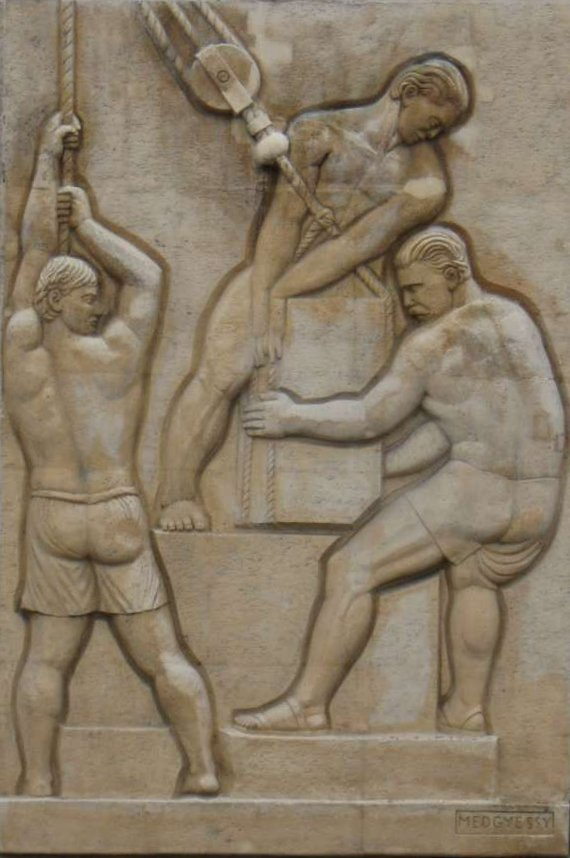
Hídépítők, fali dombormű (1950) Budapest, József Attila Színház Róbert Károly körúti fala
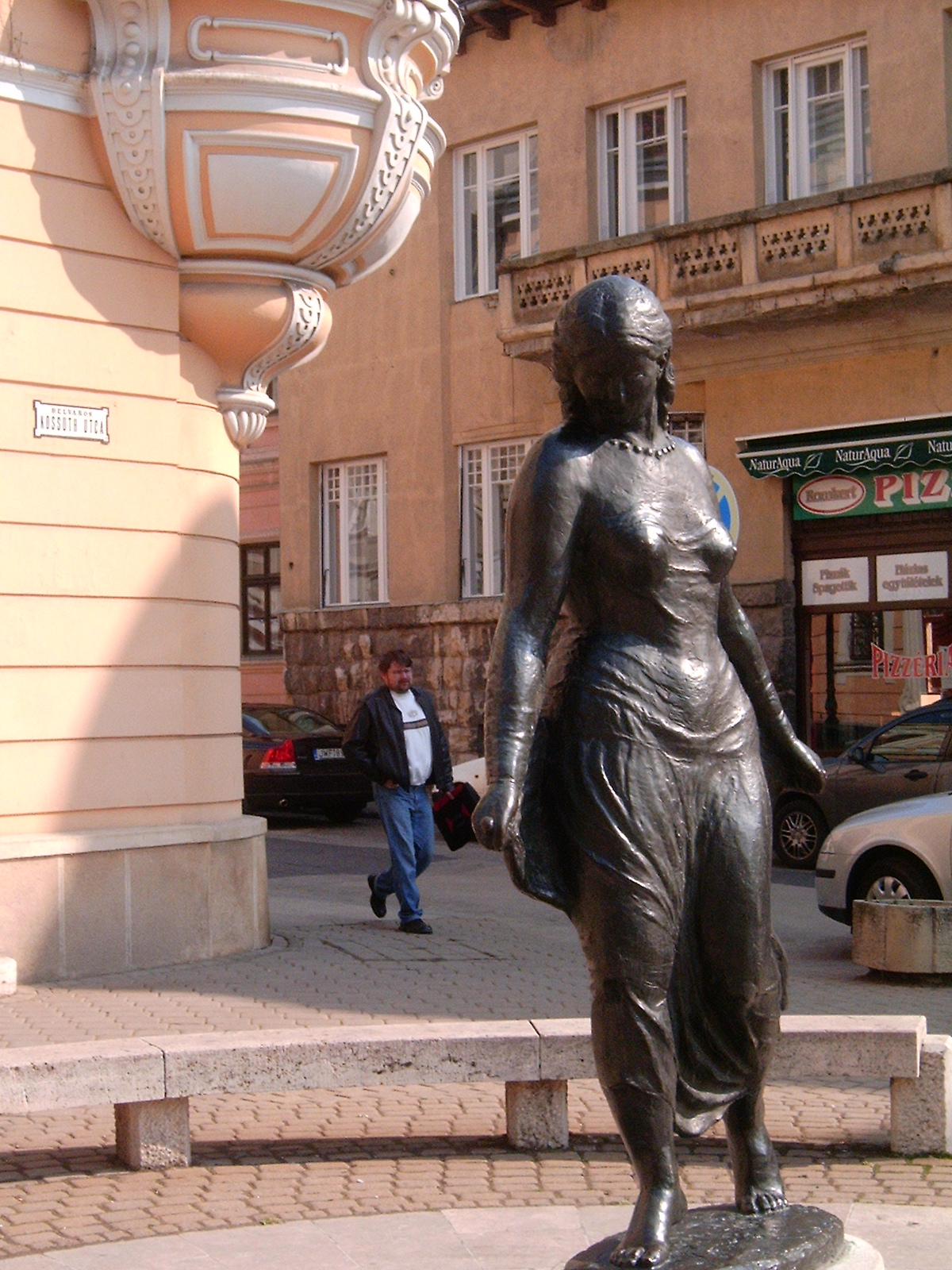
Medgyessy Táncosnő című szobrának egyik változata Székesfehérvárott
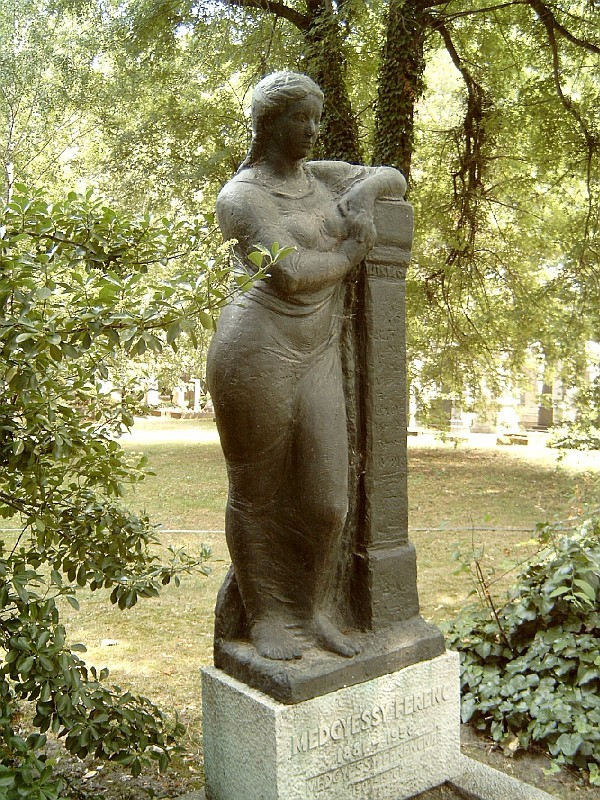
Medgyessy Ferenc sírja Budapesten. Kerepesi temető: 34/2-1-9. A szobrász saját alkotása